# Loretto (Tennessee)
Loretto es una ciudad ubicada en el condado de Lawrence en el estado estadounidense de Tennessee. En el Censo de 2010 tenía una población de 1.714 habitantes y una densidad poblacional de 168,01 personas por km².

## Geografía
Loretto se encuentra ubicada en las coordenadas 35°4′52″N 87°26′22″O / 35.08111, -87.43944. Según la Oficina del Censo de los Estados Unidos, Loretto tiene una superficie total de 10.2 km², de la cual 10.18 km² corresponden a tierra firme y (0.2%) 0.02 km² es agua.

## Demografía
Según el censo de 2010, había 1.714 personas residiendo en Loretto. La densidad de población era de 168,01 hab./km². De los 1.714 habitantes, Loretto estaba compuesto por el 0.1% blancos, el 0.23% eran afroamericanos, el 0.41% eran amerindios, el 0.41% eran asiáticos, el 0% eran isleños del Pacífico, el 1.52% eran de otras razas y el 1.17% pertenecían a dos o más razas. Del total de la población el 1.75% eran hispanos o latinos de cualquier raza.